# Huis te Woudenberg (II)

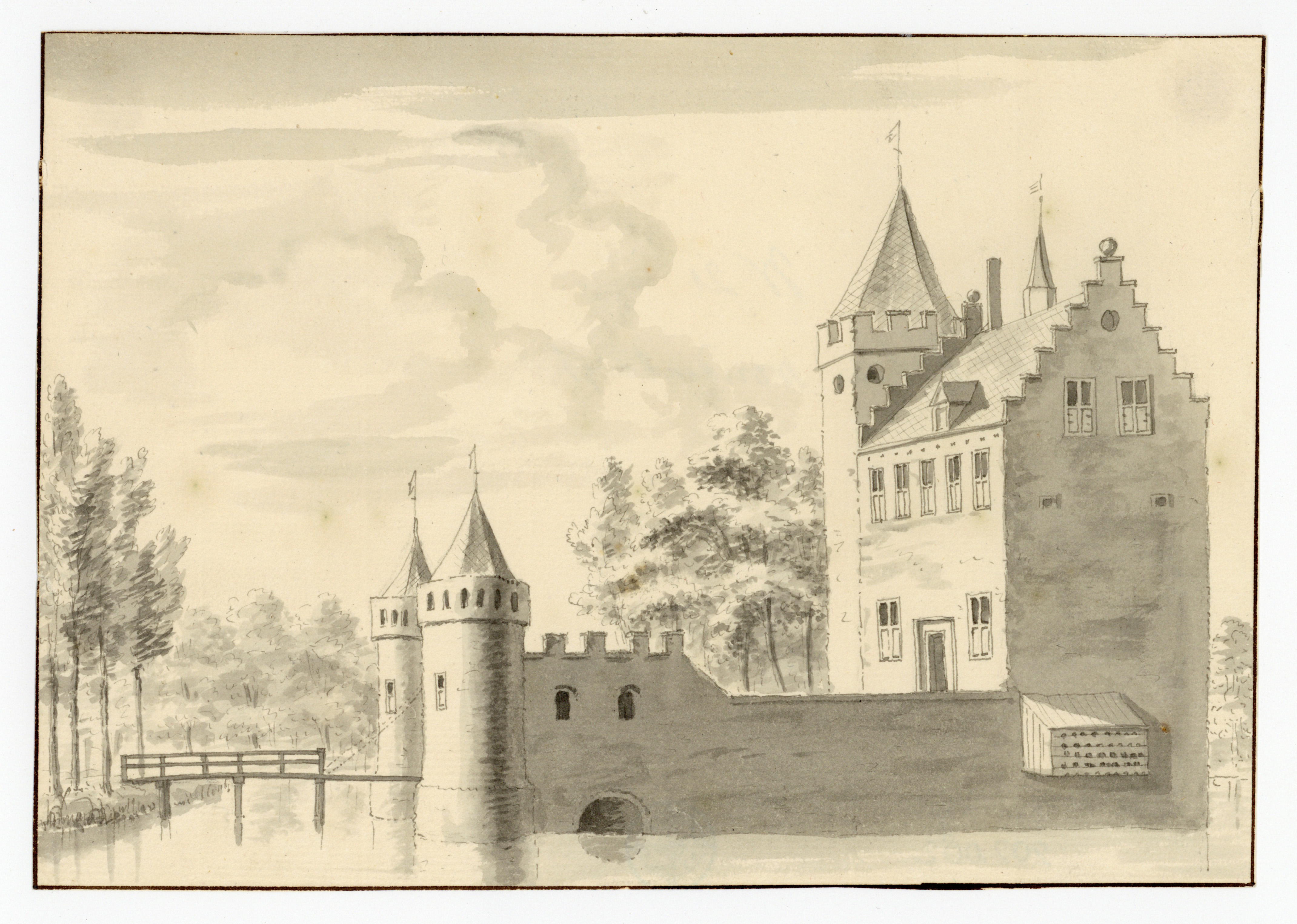
Louis Philippus Serrurier: t huis Woudenbergh, pen en penseel, 1731. Maar dit is een fantasievoorstelling. Het Utrechts Archief.

Het Huis te Woudenberg (II) is een voormalig en verdwenen kasteel en ridderhofstad in de kern van Woudenberg in de Nederlandse provincie Utrecht.
Na de sloop in 1353 van het eerste Huis te Woudenberg werd rond 1410 200 m noordelijker een nieuw huis bij de kerk gebouwd door Willem van Colverschoten, op grond in leen van de heer van Abcoude.
Willem van Colverschoten was rechter onder bisschop Frederik van Blankenheim en belast met de verdediging van de oostelijke grenzen van het Sticht.
In 1440 verkocht Willem die huysinge ende hofstede tot Woudenberch dat hi daer ghetimmert heeft bi der kerke aan Willem van Montfoort. In 1460 kwam het kasteel in handen van het huis Renesse, dat het in 1641 weer verkocht aan Godard van Reede, heer van Amerongen.
Na verschillende eigenaren werd wat er nog over was van het kasteel in 1671 verkocht aan graaf Hendrik van Nassau-Ouwerkerk, een afstammeling van een der bastaardzonen van Maurits van Oranje. Er woonde alleen een daghuurder Oth Wolven met vrouw en onmondige kinderen. Hoewel het kasteel vóór die tijd nooit als ridderhofstad was erkend, schreven de Staten van Utrecht het huis ten behoeve van de graaf in 1674 in de ridderschap. 
In 1711 werd het kasteel beschreven als: Een deftigh slot wiens ruïnen noch eenigsins, omtrent de kerk, overende staan. In 1791 werd de grond, tezamen met de heerlijkheid Woudenberg, verkocht aan Jan Anthony Taets van Amerongen.
Op de kaart van de ambachtsheerlijkheid van 1717 door Justus van Broeckhuijsen waren de grachten nog te zien, maar op de Kadasterkaart van 1832 was alles verdwenen. Het ging om een perceel van 70 x 70 m. Het Huis te Woudenberg (II) heeft ten westen van de Nederlands-Hervormde kerk in het gebied van de Burgwal gestaan, ten noorden van de Middenstraat.
Er bestaat een fantasietekening van Louis Philippus Serrurier uit 1731.